# Jord- och skogsbruksutskottet
Jord- och skogsbruksutskottet (JsU) är ett permanent utskott i Finlands riksdag, vilket i likhet med övriga fackutskott har 17 medlemmar och 9 ersättare. Jord- och skogsbruksutskottet behandlar ärenden bland annat angående jord- och skogsbruk, näringar på landsbygden, veterinärväsendet, livsmedelshygien och -kontroll, jakt och fiske, renskötsel, djurskydd och lantmäteri.